# Ulrich Raulff

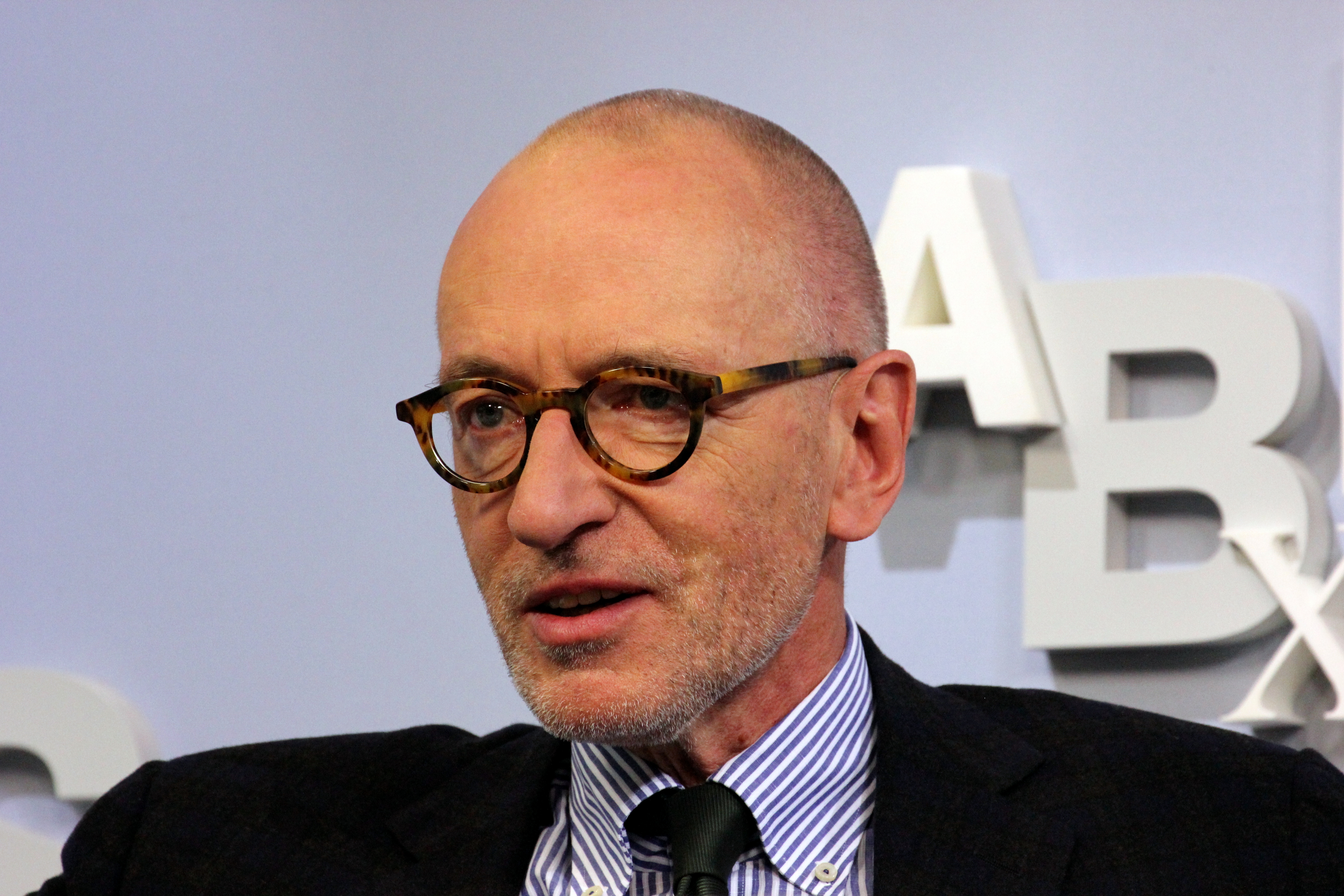
Ulrich Raulff auf der Frankfurter Buchmesse 2015

Ulrich Raulff (* 13. Februar 1950 in Hülseberg bei Meinerzhagen) ist ein deutscher Historiker und Autor.

## Leben
Nach dem Abitur 1969 diente Raulff zwei Jahre in der Bundeswehr und wurde zum Leutnant der Reserve ernannt. Er studierte Anglistik und Geschichte, seit 1973 Philosophie und Geschichte in Marburg und wurde im Oktober 1977 promoviert. 1995 habilitierte er sich im Fach Kulturwissenschaft an der Humboldt-Universität zu Berlin.
Der Schreibfehler eines Standesbeamten im Jahr 1948 führte zur Verkürzung des Familiennamens Raulff zu Raulf. 1977 stellte eine amtliche Korrektur die ursprüngliche Schreibweise wieder her.
Von 1977 bis 1993 arbeitete Raulff anfangs in Paris und Florenz, später in Berlin als freier Wissenschaftler, Übersetzer und Publizist. 1989–90 forschte er als Stipendiat der Volkswagen-Stiftung, 1991–92 als Stipendiat der Thyssen-Stiftung in Paris. Seit 1994 war er Feuilleton-Redakteur der Frankfurter Allgemeinen Zeitung, seit 1997 Ressortchef und von 2001 an Leitender Redakteur im Feuilleton der Süddeutschen Zeitung. Von 2004 bis 2018 war Raulff Direktor des Deutschen Literaturarchivs Marbach. Seit Oktober 2018 ist er Präsident des Instituts für Auslandsbeziehungen (ifa).
Seit 1986 ist Ulrich Raulff verheiratet mit der Historikerin Helga Martha Sprave-Raulff; 1992 wurde ihr Sohn Max Julian geboren.
Ulrich Raulff war von 2005 bis 2021 Mitglied im Präsidium des Goethe-Instituts und gehörte von 2012 bis 2018 dem wissenschaftlichen Beirat des Wissenschaftskollegs zu Berlin an. Seit 2007 ist er Mitglied der Deutschen Akademie für Sprache und Dichtung in Darmstadt und seit 2012 im PEN-Zentrum Deutschland. Ebenfalls im Jahr 2012 wurde er zum ordentlichen Mitglied der Berlin-Brandenburgischen Akademie der Wissenschaften gewählt. 2015 wurde er in die Académie de Berlin aufgenommen. Seit 2020 ist er Mitglied in der Akademie Deutscher Sachbuchpreis, im Kuratorium der Herzog August-Bibliothek Wolfenbüttel und im Verwaltungsrat des Germanischen Nationalmuseums Nürnberg; seit 2021 Mitglied im Kuratorium des Binding-Kulturpreises (Frankfurt am Main).
Raulff übersetzte zahlreiche Texte aus dem Französischen, darunter Werke von Michel Foucault, Pierre Bourdieu, Lucien Febvre und Jean Starobinski. Die Redaktion der von ihm 1979 mitbegründeten Zeitschrift Tumult verließ er im Jahr 1986. 2006 gründete er gemeinsam mit Helwig Schmidt-Glintzer und Hellmut Seemann die Zeitschrift für Ideengeschichte (Verlag C.H. Beck). Im Verlag Klaus Wagenbach gab er von 1988 bis 1990 die Kleine Kulturwissenschaftliche Bibliothek heraus, im Campus Verlag von 1991 bis 1994 gemeinsam mit Helga Raulff die Reihe Edition Pandora.
Raulff forscht zur Ideen- und Kulturgeschichte vom 18. Jahrhundert bis zur Gegenwart. Für seine Studie über den französischen Historiker und Widerstandskämpfer Marc Bloch erhielt er 1996 den Anna Krüger-Preis des Wissenschaftskollegs zu Berlin. 1998 wurde er mit dem Wissenschaftspreis der Aby-Warburg-Stiftung ausgezeichnet, 2013 mit dem Ernst-Robert-Curtius-Preis für Essayistik.
Für Kreis ohne Meister, seine Studie zum Nachleben des Dichters Stefan George, erhielt Raulff den Preis der Leipziger Buchmesse 2010 in der Kategorie Sachbuch/Essayistik. Das letzte Jahrhundert der Pferde, sein Buch über das Ende des Pferdezeitalters, stand 2016 auf der Shortlist desselben Preises; die englische Übersetzung, Farewell to the Horse, wurde 2017 von der Sunday Times zum „History Book of the Year“ gewählt.
2018 hielt er den Festvortrag auf der Festveranstaltung des Deutschen Historikerverbands auf dem 52. Deutschen Historikertag an der WWU Münster.

## Ehrungen
2011 wurde Ulrich Raulff die Ehrendoktorwürde der Universität Stuttgart verliehen. 2013 erhielt er das Verdienstkreuz 1. Klasse des Verdienstordens der Bundesrepublik Deutschland.

## Schriften (Auswahl)
- als Ulrich Raulf: Das normale Leben: Michel Foucaults Theorie der Normalisierungsmacht. Marburg 1977, DNB 790846268 (Dissertation Universität Marburg, Fachbereich Gesellschaftswissenschaften, 1977, 221 Seiten).
- als Hg.: Vom Umschreiben der Geschichte, Berlin 1986, ISBN  3803121310.
- als Hg.: Mentalitäten-Geschichte, Berlin 1987, ISBN 9783803121523.
- Nachwort zu Aby Warburg: Schlangenritual. Ein Reisebericht. Wagenbach, Berlin 1988 u. 1995, ISBN 3-8031-3031-X, S. 59–95.
- Ein Historiker im 20. Jahrhundert: Marc Bloch. S. Fischer, Frankfurt am Main 1995, ISBN 3-10-062909-4.
- De l’origine à l’actualité. Marc Bloch, l’histoire et le problème du temps présent, Sigmaringen 1997, ISBN 978-3-7995-7277-4.
- als Hg. mit Eckhart Grünewald: Ernst H. Kantorowicz: Götter in Uniform. Studien zur Entwicklung des abendländischen Königtums, Stuttgart 1998, ISBN 3-608-91224-X.
- Der unsichtbare Augenblick: Zeitkonzepte in der Geschichte. Wallstein, Göttingen 1999, ISBN 3-89244-346-7.
- Wilde Energien. Vier Versuche zu Aby Warburg. Wallstein, Göttingen 2003, ISBN 3-89244-674-1.
- mit Andreas Bernard, als Herausgeber: Theodor W. Adorno, „Minima moralia“ neu gelesen (= Edition Suhrkamp, Band 2284, ISSN 0422-5821). Suhrkamp, Frankfurt am Main 2003, ISBN 978-3-518-12284-6.
- als Hg. mit Ulrich Borsdorf u. a.: Die Aneignung der Vergangenheit. Musealisierung und Geschichte, Bielefeld 2004, ISBN 978-3-8394-0321-1.
- als Hg. mit Andreas Bernard: Briefe aus dem 20. Jahrhundert, Berlin 2005, ISBN 3518416464.
- als Herausgeber mit Lutz Näfelt und Dietmar Jaegle: Das geheime Deutschland: eine Ausgrabung. Köpfe aus dem George-Kreis. Deutsche Schillergesellschaft, Marbach am Neckar 2008, ISBN 978-3-937384-37-5.
- Kreis ohne Meister. Stefan Georges Nachleben. C.H. Beck, München 2009, ISBN 978-3-406-59225-6.
- als Hg. mit Ute Oelmann: Frauen um Stefan George, Göttingen 2010, ISBN 9783835305137.
- Wiedersehen mit den Siebzigern. Die wilden Jahre des Lesens. Klett-Cotta, Stuttgart 2014. ISBN 978-3-608-94893-6.
- Das letzte Jahrhundert der Pferde. Geschichte einer Trennung. C.H. Beck, München 2015, ISBN 978-3-406-68244-5. Übersetzungen ins Englische (2017), Spanische (2018) und Koreanische (2020) liegen vor; Übertragungen ins Holländische und Tschechische, Chinesische und Arabische sind in Vorbereitung.
- Die alte Welt der Pferde, Jacob Burckhardt-Gespräche auf Castelen, Basel 2016, ISBN 978-3-7965-3515-4.
- als Hg. mit Marcel Lepper: Handbuch Archiv. Geschichte, Aufgaben, Perspektiven, Stuttgart 2016, ISBN 978-3-476-05388-6.
- Das Literaturarchiv und seine Sammlungen. Aus der Vergangenheit in die Zukunft und zurück. Paul Raabe-Vorlesung II, Weimar 2016
- Die Dinge und ihre Verwandten. Zur Entwicklung von Sammlungen, Hamburger Universitätsreden 24, Hamburg 2017, ISBN 978-3-943423-47-1.
- mit Jost Philipp Klenner: Von großen Tieren und Papieren. Nachrichten aus dem Deutschen Literaturgestüt. ADA 11, Marbach am Neckar 2018, ISBN 978-3-944-46935-5.
- Sauerland als Lebensform (= Essay und Archiv. Schriftenreihe des Historischen Archivs Krupp, Band 1). Aschendorff, Münster 2021.
- Mit Luhmann im Dschungelcamp. Über Theorie und Praxis des schlechten Geschmacks. Marburger Wissenschaftsgespräche, Philips Universität, Marburg 2021.
- Die Unnachahmlichen. Versuch über den Geschmack. Hg. von Brigitte Oetker, München 2023.
- Revision eines Ereignisses. In: Barbara Klemm, Die Öffnung des Brandenburger Tors am 22. Dezember 1989, München 2024.